# Louis Deschamps
Louis Deschamps (Montelimar, 25 de mayo de 1846 - Ib., 8 de agosto de 1902) fue un pintor francés.
Ingresó a la Escuela de Bellas Artes de París en 1872, donde fue discípulo de Alexandre Cabanel.
Expuso en el Salón de París desde 1872 hasta 1889, y luego en el Salón de la Sociedad Nacional de Bellas Artes, de 1890 a 1902, y en los salones de la Sociedad de Amigos del Arte Bordeaux. Ganó la medalla de bronce en la Exposición Universal de 1889.
Junto a otros pintores prestigiosos de la época fue elegido para ilustrar la edición nacional de Las contemplaciones de Victor Hugo.

## Obras seleccionadas

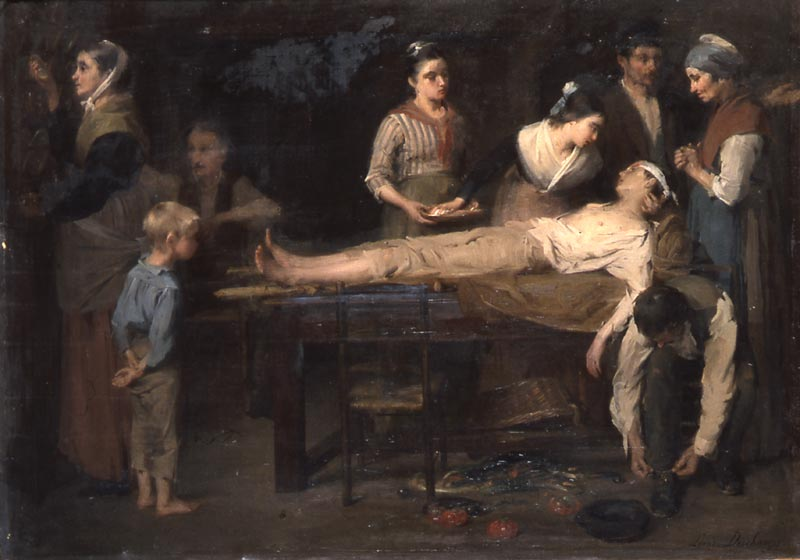
Vincent blessé.
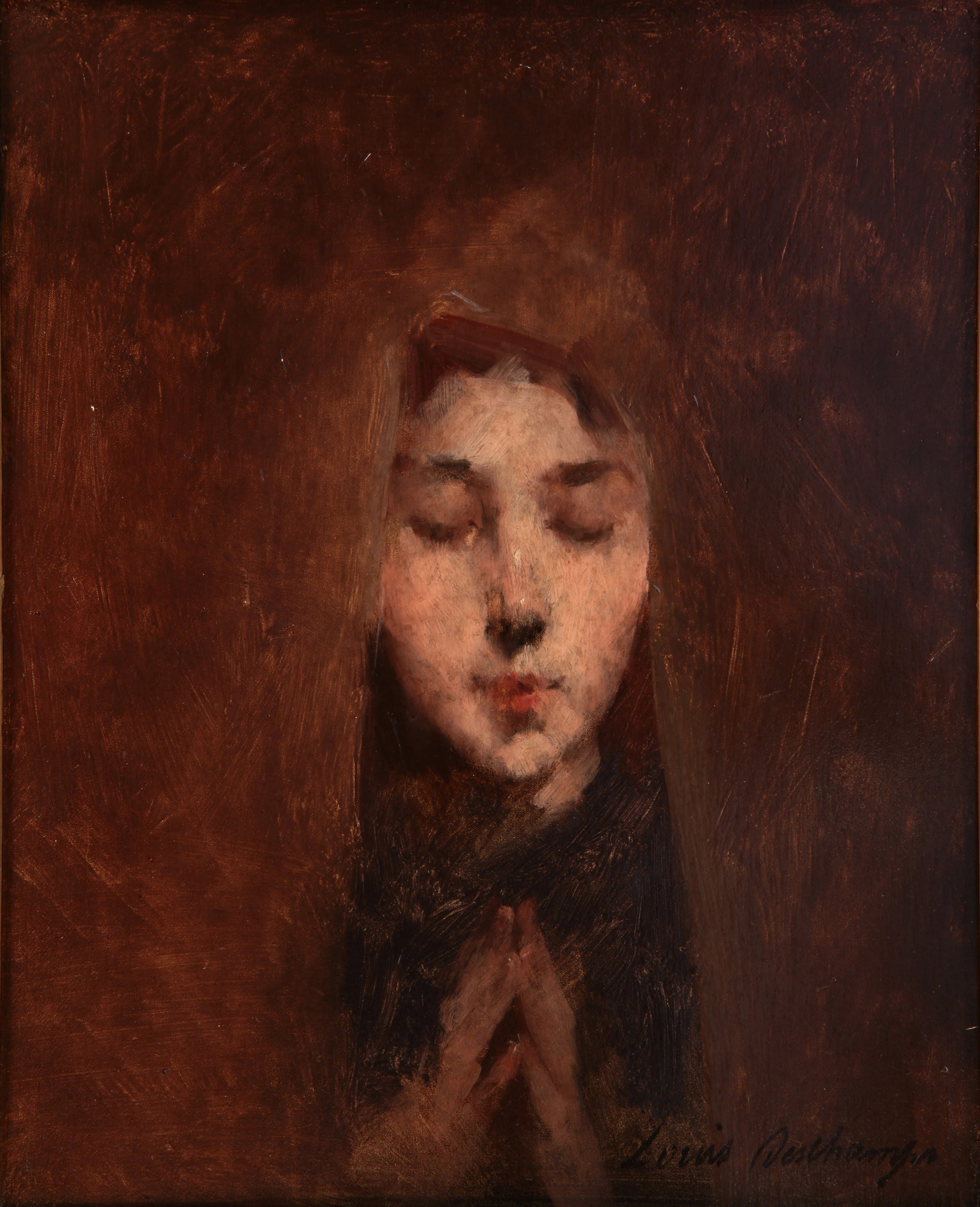
Joven orando.
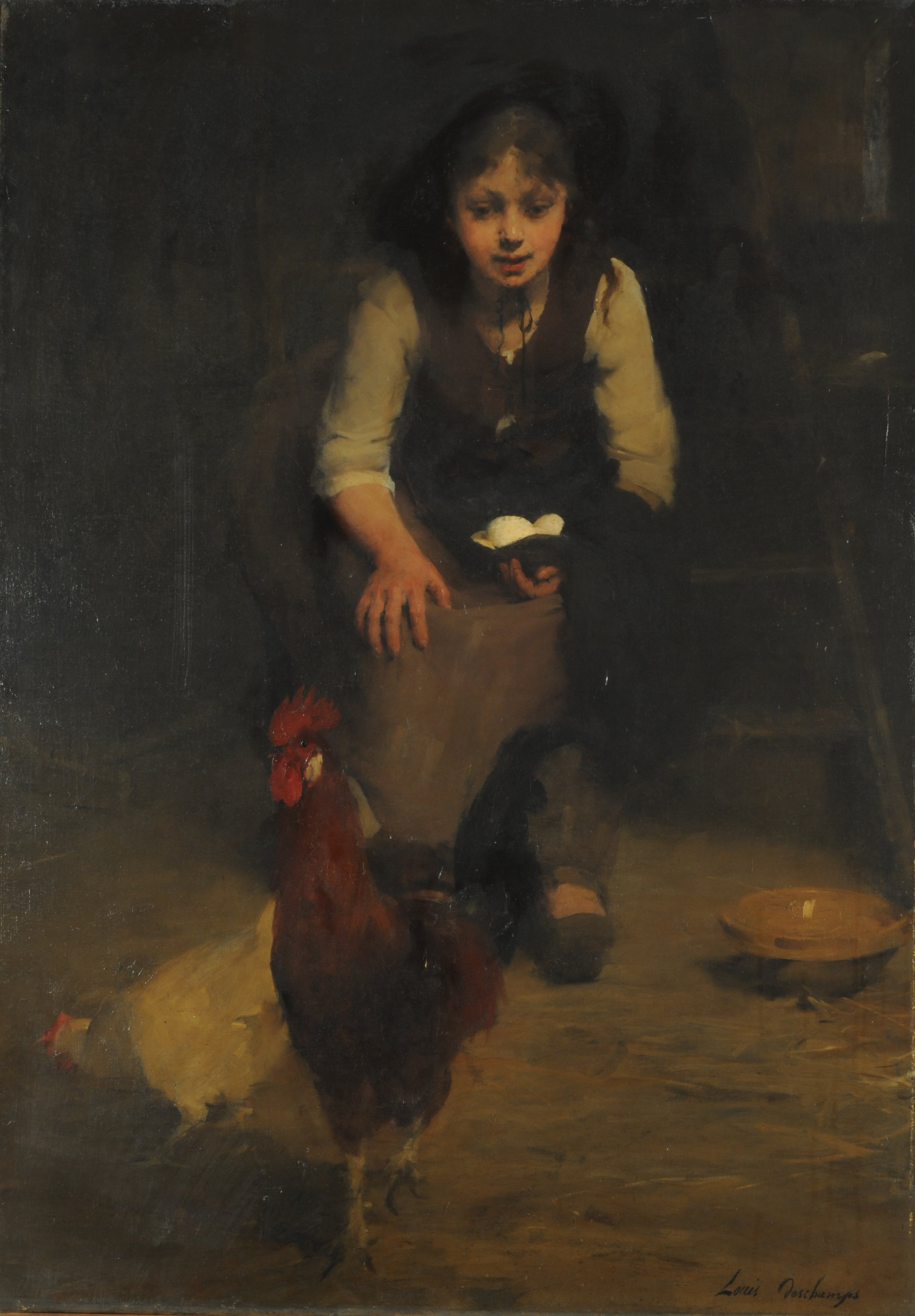
Au poulailler.
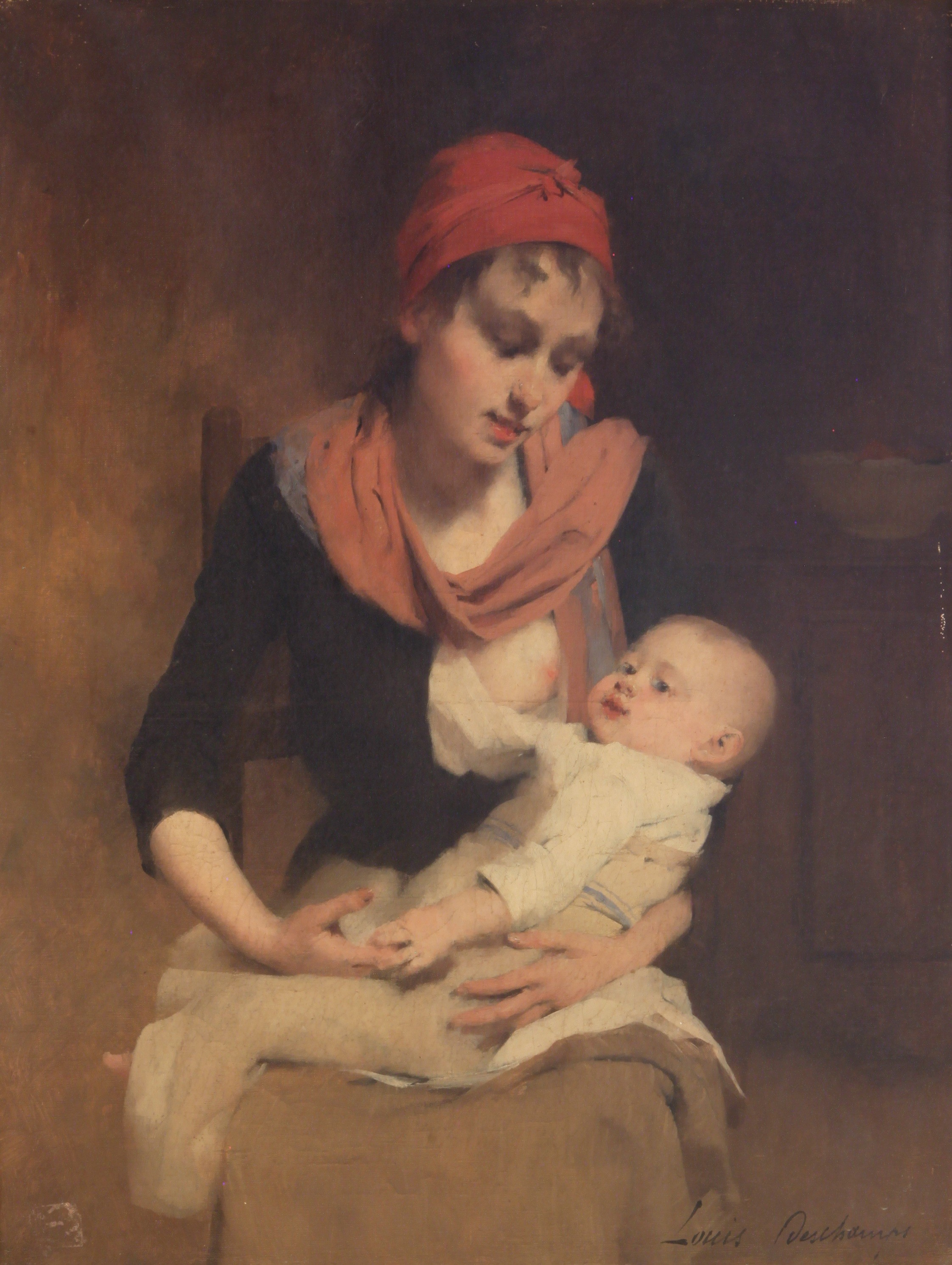
La jeune mere.